# Toyota Corolla Verso
La Toyota Corolla Verso è un'autovettura del tipo monovolume prodotta dalla casa automobilistica giapponese Toyota dal 1997 al 2009 in tre differenti generazioni. 
Sul mercato domestico è stata commercializzata nelle prime due generazioni come Toyota Corolla Spacio (カローラ スパシオ). 
È stata sostituita nel 2009 dalla Toyota Verso. 

## Prima generazione (1997-2001)
La prima serie di Corolla Verso venne presentata nel gennaio 1997 in Giappone (dove venne venduta con il nome Corolla Spacio) ed era una monovolume compatta basata sulla piattaforma della Corolla e venduta soprattutto in Asia e in alcuni mercati europei. Venne progettata per andare incontro alla nascente moda dei monovolumi compatti che già in madrepatria stava riscontrando buoni consensi. Lo scopo era di offrire una variante a tetto alto della Corolla e con abitacolo molto più spazioso, ma più compatta rispetto alla Picnic (anch’essa esordita nello stesso anno). Al lancio la Corolla Spacio, a differenza dei principali concorrenti sul mercato giapponese, era disponibile sia nella versione a quattro posti singoli (con la seconda fila curiosamente posizionata nel bagagliaio, in modo da avere un ampio spazio per le gambe) che sei posti singoli su tre file di sedili (2-2-2). Questo schema venne adottato per evitare concorrenza con la Toyota Picnic.
A sei mesi dal debutto venne offerta anche la versione tradizionale a cinque posti su due file di sedili con il divano centrale. 
Le esportazioni in Asia e in alcuni paesi dell'est europeo iniziarono nel 1998 dove venne adottato il nome Verso al posto di Spacio. 
Il telaio di base era condiviso con la Corolla ma parte del retrotreno era lo stesso della Picnic, inoltre vennero adottati acciai ad alta resistenza per la cellula dell’abitacolo. Le sospensioni era a quattro ruote indipendenti con le anteriori e le posteriori di tipo MacPherson. La carrozzeria era lunga poco meno di 4,20 metri.
La gamma di motori era composta dal benzina quattro cilindri 1.6 4A-FE 16 valvole e il 1.8 7A-FE 16 valvole entrambi accoppiati al cambio automatico a quattro rapporti e solo il 1.8 disponibile anche a trazione integrale. Esteticamente differiva notevolmente dalla Corolla per il design con il terzo finestrino sulla fiancata non allineato, e l’interno introduceva una nuova plancia con strumentazione digitale. È stata prodotta nello stabilimento dalla Kanto Auto Works. Nel resto dell’Europa non venne venduta per evitare concorrenza con la Picnic che nel vecchio continente riscontrava buono consensi soprattutto con il motore diesel (assente su questa generazione di Corolla Verso). 
Alla fine del 1997 venne introdotto il pacchetto estetico "V Package" che conferiva alla vettura un aspetto stile crossover con assetto rialzato di 10 millimetri, paraurti anteriori e posteriori a contrasto, barre portatutto sul tetto, scudo paracolpi anteriore e posteriore. I modelli equipaggiati con il V Package avevano una lunghezza pari a 4,210 metri. 
Nell'aprile 1999 sono state apportate lievi modifiche esterne concentrate a nuova grafica ler i fanali e nuovi paraurti, venne introdotto il pacchetto estetico Aero Sport con paraurti in tinta con la carrozzeria, minigonne laterali, finiture in alluminio nell'abitacolo e contagiri a fondo bianco.
La produzione della prima serie termina nel maggio 2001.

## Seconda generazione (2001-2007)
Nel maggio 2001, fu introdotta in Giappone la seconda generazione che sarà venduta in tutta Europa dalla fine del 2001 dopo la prima europea al Salone dell’automobile di Francoforte. In madrepatria continuerà ad essere commercializzata come Corolla Spacio. La produzione avveniva nello stabilimento di Higashifuji (della Kanto Auto Works). La nuova serie è frutto di un progetto globale pensato soprattutto per l’Europa dove le monovolume erano diventate un segmento molto apprezzato dal pubblico, e la Corolla Verso si posizionava all’interno della gamma tra la piccola Yaris Verso e la grande Avensis Verso.
Il cambiamento più evidente rispetto al predecessore fu il concetto di interni, ora con abitacolo in grado di ospitare sette posti su tre file di sedili e una nuova plancia che sfrutta la strumentazione Opticron e dispone anche di sistema multimediale con navigatore satellitare touchscreen da 6,5 pollici con retrocamera. Il cambio si trovava in posizione rialzata. Esteticamente presentava un design più filante e aerodinamico realizzato presso il centro stile della Toyota sito in Francia. La vetratura ora risaliva lungo la linea di cintura. 
Il telaio di base era la nuova piattaforma MC adottato della contemporanea Corolla e da altri modelli come la Avensis e la RAV4, il retrotreno venne riprogettato, sospensioni anteriori a ruote indipendenti di tipo MacPherson e posteriori semi indipendenti ad assale torcente. La struttura della carrozzeria di tipo monoscocca adottò una maggior quantità di acciai alto resistenziali inoltre vennero adottati nuovi dispositivi di sicurezza come il controllo di stabilità e della trazione.

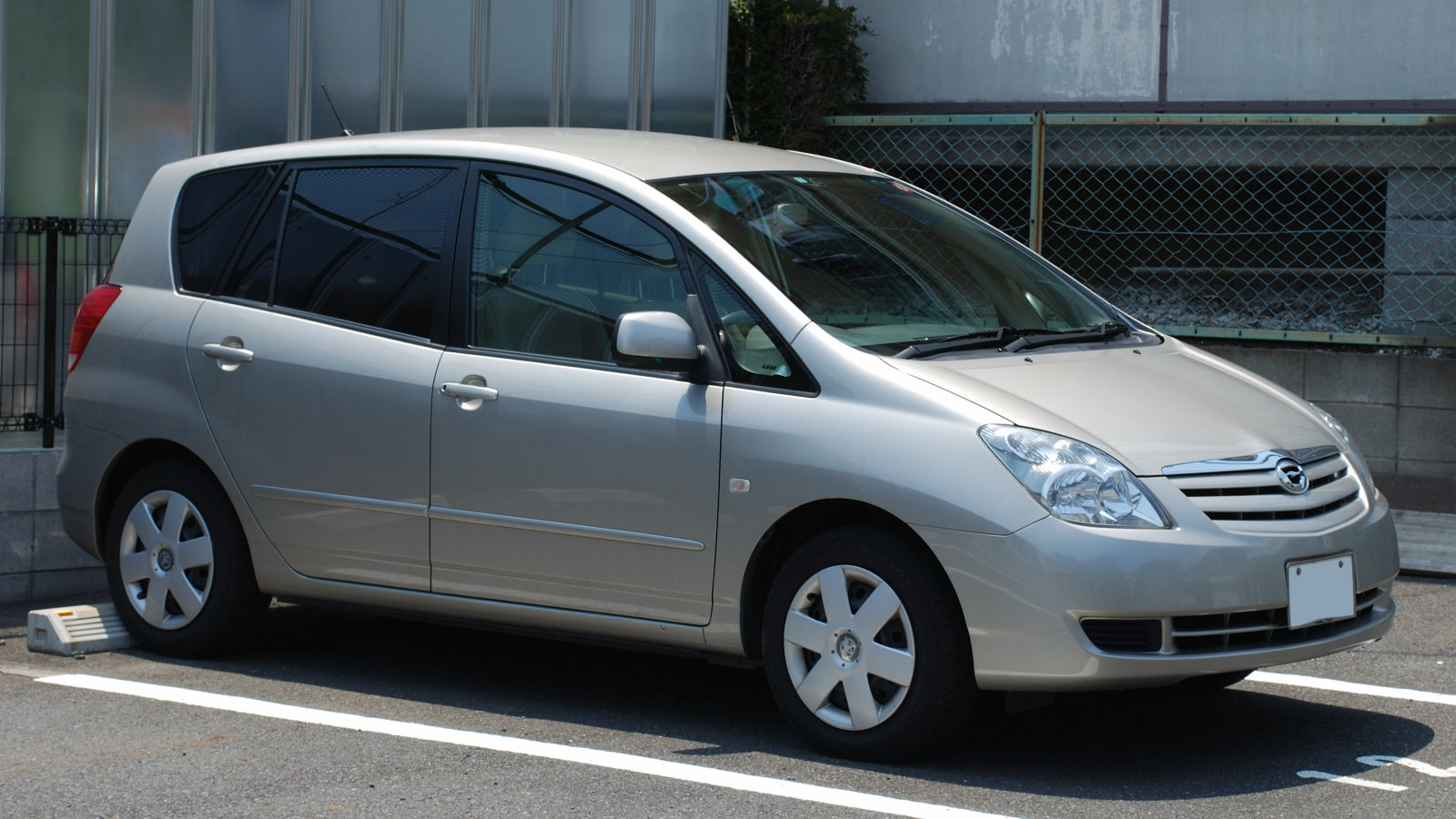
La Corolla Spacio giapponese versione restyling

La gamma motori europea si componeva dei propulsori alimentati a benzina 1.6 VVT-i quattro cilindri erogante 110 cavalli e del 1.8 VVT-i erogante 135 cavalli affiancati dal turbodiesel 2.0 D-4D common rail erogante 90 cavalli. La trazione era anteriore. Il cambio era un manuale a 5 rapporti o automatico a 4 rapporti.
Il modello giapponese invece offriva come motore base il 1.5 VVT-i erogante 110 cavalli e lo stesso 1.8 VVT-i europeo che erogava 136 cavalli ma il cambio era solo automatico a 4 rapporti e optional sul 1.8 era disponibile la trazione integrale.
Mentre la produzione della Corolla Verso europea venne interrotta nella primavera del 2004, la versione giapponese Spacio continuò ad essere commercializzata è ricevette in restyling nel settembre 2005 dove vennero modificati i fari anteriori, la calandra e aggiornati gli interni. La produzione in Giappone è terminata nel giugno 2007 mentre in Europa dal 2004 sarà assemblata la terza generazione in Turchia.

## Terza generazione (2004-2009)
La terza generazione viene presentata al Salone di Ginevra nella primavera del 2004 ed è un modello totalmente progettato dal centro ricerche e sviluppo europeo sia nella parte meccanica che nello stile (frutto del designer italiano Elvio D'Aprile direttore del centro stile Toyota francese ED2).
Stilisticamente la carrozzeria presenta linea arrotondate con passaruota bombati e una mascherina di dimensioni ridotte per allenarsi al restante della gamma Toyota, il coefficiente di resistenza aerodinamica viene ridotto a 0,30. 
Il telaio di base (denominato New MC) è una evoluzione del precedente, infatti mantiene lo stesso interasse, ma possiede carreggiate allargate e un nuovo set-up di sospensioni più rigide. Lo schema meccanico resta il medesimo con trazione anteriore, sospensioni anteriori indipendenti e retrotreno semi indipendente. La scocca è stata irrigidita nella zona frontale e nei montanti A e B.
La produzione viene spostata nello stabilimento di Adapazarı, Sakarya in Turchia dove viene già prodotta la versione station wagon della Corolla.
La vettura introduce di serie numerosi sistemi di sicurezza come ABS con EBD e aiuto alla frenata di emergenza, controllo di stabilità e trazione, sistema Electronic Traffic Avoidance (ETA) con radar composto da telecamere che tramite il GPS segnala veicoli nascosti e nove airbag tra cui quello per le ginocchia del guidatore.

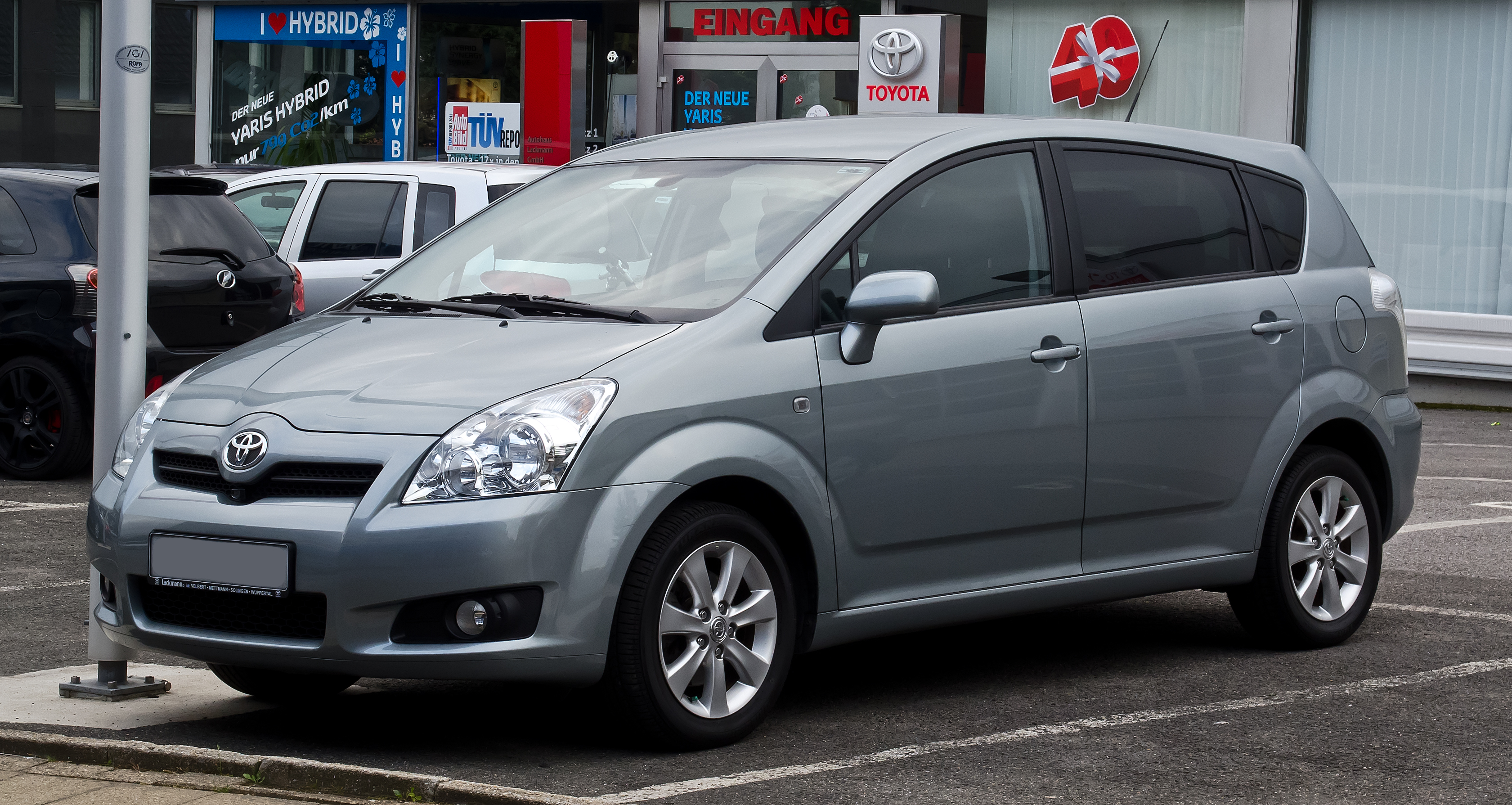
La Corolla Verso dopo il restyling del 2007

La gamma motori al debutto si componeva del 1.6 VVT-i benzina da 110 cavalli con cambio manuale a 5 rapporti, 1.8 VVT-i benzina da 129 cavalli con cambio manuale a 5 rapporti oppure automatico-robotizzato MMT a cinque rapporti e il diesel 2.0 D-4D common rail da 116 cavalli con cambio manuale a 5 rapporti. 
Da metà 2005 il 2.0 diesel viene sostituito dal nuovo 2.2 diesel 16V disponibile in due livelli di potenza: D-4D da 136 cavalli con cambio manuale a 6 rapporti oppure D-CAT da 177 cavalli con filtro antiparticolato sempre col manuale a 6 rapporti. 
Nel 2007 viene presentato un restyling che introduce nuovi paraurti anteriori più spigolosi e una calandra leggermente ingrandita per renderla simile stilisticamente alla Toyota Auris. Vengono aggiornati gli interni e arricchita la dotazione, inoltre debutta anche sulla versione diesel 2.2 D-4D da 136 cavalli il filtro antiparticolato DPF di serie.